# Abdullah ibn al-Mu'tazz
Abu-l-Abbàs Abd-Al·lah ibn al-Mútazz (n. 861 la Samarra – d. 908 la Bagdad) a fost un poet și critic literar arab.
În politică joacă un rol episodic, fiind calif în perioada dinastiri Abbasizilor, dar numai pentru o zi, fiind nevoit să se refugieze de teama adversarilor.
A scris o poezie de tip "diwan", erotică, elegiacă, bahică, ce se remarcă prin stil simplu, dar bogat în imagini alese, colorate, adresându-se sensibilității vizuale.
Scrierile sale teoretice (Tabaqāt ash-shu`araʼal-muhdatīn - "Clasele poeziei noi" și Kitāb al-Badī` - "Cartea stilului nou") constituie unele dintre cele mai vechi scrieri lucrări din domeniul criticii literare și teoriei literaturii.
1. 1 2  Autoritatea BnF, accesat în 10 octombrie 2015